# Livezi (okręg Bacău)
Livezi – wieś w Rumunii, w okręgu Bacău, w gminie Livezi. W 2011 roku liczyła 850 mieszkańców.